# ブーフホルツ (シャウムブルク郡)
ブーフホルツ (ドイツ語: Buchholz) は、ドイツ連邦共和国ニーダーザクセン州シャウムブルク郡のザムトゲマインデ・アイルゼンを構成する町村（以下、本項では便宜上「町」と記述する）の一つである。

## 地理

### 位置
この町は、ミンデンとハーメルンとの間に位置するヴェーザーベルクラント・シャウムブルク＝ハーメルン自然公園内にある。

## 行政

### 議会
この町の町議会は9議席からなる。

## 経済と社会資本

### 交通
- 最寄りのアウトバーンのインターチェンジは、A2号線ハノーファー - ドルトムント間のバート・アイルゼン・インターチェンジで、約 2 km 離れている。
- 町の南部をビュッケブルクからハーメルンに向かう連邦道B83号線が通っている。

## 引用
1. ↑  Landesamt für Statistik Niedersachsen, LSN-Online Regionaldatenbank, Tabelle A100001G: Fortschreibung des Bevölkerungsstandes, Stand 31. Dezember 2023